# 長井彬
長井 彬（ながい あきら、1924年11月18日 - 2002年5月25日）は、日本の小説家。
和歌山県田辺市生まれ。東京大学文学部哲学科卒業後、毎日新聞社入社。整理部を経て編集委員。整理部時代の先輩に作家の小峰元がいる。1979年（昭和54年）定年退職。
定年退職後江戸川乱歩賞をめざし、昭和55年東海地震をテーマとした「M8以前」で第26回の最終候補作となるも落選。翌昭和56年原子力発電所の建設にまつわる疑惑をテーマとした「原子炉の蟹」で第27回江戸川乱歩賞を受賞。当初は社会派推理小説、後に山岳小説を得意分野とする。
2002年5月25日、脳梗塞のため大阪府吹田市の病院で逝去。享年77。

## 著書
- 原子炉の蟹　講談社　1981.9.　のち文庫
- 殺人オンライン 新社会派推理　講談社ノベルス　1982.8.
- 北アルプス殺人組曲 光文社カッパ・ノベルス　1983.10.　のち文庫
- 連続殺人マグニチュード8 　1983.1.講談社ノベルス　「M8の殺意」文庫
- 奥穂高殺人事件 光文社　1984.7.　カッパ・ノベルス　のち文庫
- 死の轆轤 瀬戸の陶芸殺人事件　講談社ノベルス　1985.1.
- 槍ケ岳殺人行 光文社　1985.7.　カッパ・ノベルス　のち文庫
- 殺人路・上高地 光文社　1986.11.　カッパ・ノベルス
- 函館五稜郭の闇 1986.7　講談社ノベルス　のちケイブンシャ文庫
- 南紀殺人海の密室 1987.9　講談社ノベルス
- 萩・殺人迷路 光文社　1987.5.　カッパ・ノベルス　のち文庫
- 殺人連結のささやき 大陸書房　1988.12.
- 千利休殺意の器 大陸書房　1989.12.
- パリに消えた花嫁 大陸書房　1989.8.
- 白馬岳の失踪　大陸書房　1990.7.
- 赤の殺意　1992.5　ケイブンシャ文庫
- ゴッホ殺人事件 実業之日本社　1993.1.